# Префектура Лезбос
Префектура Лезбос је некадашња управна област у периферији Северни Егеј на крајњем истоку Грчке. Она је обухвата два значајна острва, веће и истоимено Лезбос и мање Лемнос, као и неколико мањих острва у близини (од њих једино значајно Ајос Ефстратиос). Управно средиште и најважније место префектуре био је град Митилена на Лезбосу.
2011. године префектура је укинута и подељена на два округа: Округ Лезбос и Округ Лемнос.

## Природне одлике
Префектура Лезбос била је једна од острвских префектура Грчке. Највећи део некадашње префектуре (преко 95% површине) чинила су два значајна острва - Лезбос и Лемнос. Оба острва припадају севеној групи Егејских острва. Острва су планинска.
Клима у некадашњој префектури је у приморским деловима средоземна са топлим и дугим летима и благим и кишовитим зимама. На већим висинама у унутрашњости острва она има нешто оштрију варијанту.

## Становништво
Главно становништво некадашње префектуре Лесбос су Грци. Преко 80% станивништва живи на Лезбосу, а остатак највише на Лемносу.

## Општине
| Општина           | YPES-број | Сједиште          | Поштански број | Позивни број  |
| ----------------- | --------- | ----------------- | -------------- | ------------- |
| Аја Параскеви     | 3501      | Аја Параскеви     | 811 02         | 22520-3       |
| Ајазос            | 3502      | Ајазос            | 811 01         | 22520-2       |
| Ацики             | 3504      | Ацики             | 814 01         | 22530         |
| Ересос-Антизи     | 3506      | Ерезос            | 814 01         | 22530-8       |
| Евергетулас       | 3507      | Сикунта           | 811 05         | 22520-9       |
| Гера              | 3505      | Пападос           | 811 06         | 25510-8       |
| Калони            | 3508      | Калони            | 811 07         | 21530-2       |
| Лутрополис Термис | 3509      | Лутрополис Термис | 811 00         | 22510-7       |
| Мантамадос        | 3510      | Мантамаос         | 811 04         | 22530-6       |
| Митимна           | 3511      | Митимна           | 811 07         | 2220-7        |
| Мундрос           | 3512      | Мундрос           | 814 01         | 22520-7       |
| Мирина            | 3513      | Мирина            | 814 00         | 22540-2       |
| Митилини          | 3514      | Митилини          | 811 00         | 22510-2 bis 7 |
| Неа Кутали        | 3515      | Контја            | 814 00         | 22540-5       |
| Петра             | 3516      | Петра             | 811 09         | 22530         |
| Пломари           | 3517      | Пломари           | 812 00         | 22530-3       |
| Полихнос          | 3518      | Полихнос          | 813 00         | 22520-4       |